# Geneva (Washington)
Geneva je obec v okrese Whatcom County v americkém státě Washington. V roce 2010 zde žilo 2 321 lidí a podle důchodu na hlavu se jednalo o 85. nejbohatší obec ve státě a vůbec nejbohatší v okrese Whatcom. 19 % rozlohy obce tvoří vodní plocha, konkrétně Whatcomské jezero. 93 % obyvatelstva obce se hlásí k bílé rase, 2 % k Asiatům a 1 % k Afroameričanům. 4 % obyvatelstva byla hispánského původu.